# Dinamarca en los Juegos Paralímpicos de Barcelona 1992
Dinamarca estuvo representada en los Juegos Paralímpicos de Barcelona 1992 por un total de 43 deportistas, 22 hombres y 21 mujeres.

## Medallistas
El equipo paralímpico danés obtuvo las siguientes medallas:
| Nombre | Deporte       | Evento                             |
| --- | ------------- | ---------------------------------- |
| Oro |               |                                    |
| Connie Hansen                                                                                             | Atletismo     | 800 m TW4 femenino                 |
| Connie Hansen                                                                                             | Atletismo     | 1500 m TW3-4 femenino              |
| Connie Hansen                                                                                             | Atletismo     | 10 000 m TW3-4 femenino            |
| Connie Hansen                                                                                             | Atletismo     | Maratón TW3-4 femenino             |
| Peter Lund Andersen                                                                                       | Natación      | 50 m libre S6 masculino            |
| Peter Lund Andersen                                                                                       | Natación      | 100 m libre S6 masculino           |
| Peter Lund Andersen                                                                                       | Natación      | 200 m libre S6 masculino           |
| Christian Bundgaard                                                                                       | Natación      | 100 m braza B1 masculino           |
| Christian Bundgaard                                                                                       | Natación      | 200 m braza B1 masculino           |
| Kai Lundsteen Brian Nielsen                                                                               | Tenis de mesa | Equipo 6 masculino                 |
| Charlotte Streton                                                                                         | Tiro          | Olympic Match SH4 mixto            |
| Jens Fudge                                                                                                | Tiro con arco | Individual clase abierta masculino |
| Plata |               |                                    |
| Ingrid Lauridsen                                                                                          | Atletismo     | 100 m TW3 femenino                 |
| Ingrid Lauridsen                                                                                          | Atletismo     | 200 m TW3 femenino                 |
| Ingrid Lauridsen                                                                                          | Atletismo     | 400 m TW3 femenino                 |
| Ingrid Lauridsen                                                                                          | Atletismo     | 800 m TW3 femenino                 |
| Connie Hansen                                                                                             | Atletismo     | 400 m TW4 femenino                 |
| Lone Bak-Pedersen Tove Jacobsen Henrik Jørgensen Mansoor Siddiqi                                          | Bochas        | Equipo C1-C2 mixto                 |
| Anne-Mette Bredahl Helle Brodersen Anne Christine Hansen Ann Howalt Katja Pedersen Lene Skou van der Keur | Golbol        | Torneo femenino                    |
| Anne-Dorte Andersen                                                                                       | Natación      | 100 m estilos S5 femenino          |
| Flemming Berthelsen                                                                                       | Natación      | 100 m libre B3 masculino           |
| Flemming Berthelsen                                                                                       | Natación      | 400 m libre B3 masculino           |
| Peter Lund Andersen                                                                                       | Natación      | 50 m mariposa S6 masculino         |
| Peter Lund Andersen                                                                                       | Natación      | 100 m espalda S6 masculino         |
| Peter Lund Andersen                                                                                       | Natación      | 200 m estilos SM5 masculino        |
| Ivan Nielsen                                                                                              | Natación      | 100 m braza B3 masculino           |
| Ivan Nielsen                                                                                              | Natación      | 200 m braza B3 masculino           |
| John Petersson                                                                                            | Natación      | 100 m braza SB3 masculino          |
| Brian Nielsen                                                                                             | Tenis de mesa | Individual 6 masculino             |
| Kazimier Mechula                                                                                          | Tiro          | Rifle de aire 3 × 40 m SH3 mixto   |
| Kazimier Mechula                                                                                          | Tiro          | Olympic Match SH3 mixto            |
| Jan Kristensen                                                                                            | Tiro          | Olympic Match SH4 mixto            |
| Lone Overbye                                                                                              | Tiro          | Pistola de aire SH1-3 mixto        |
| Charlotte Streton                                                                                         | Tiro          | Rifle de aire 3 × 40 m SH4 mixto   |
| Bronce |               |                                    |
| Henrik Jørgensen                                                                                          | Bochas        | individual C1 mixto                |
| Anne-Dorte Andersen                                                                                       | Natación      | 50 m mariposa S5 femenino          |
| Anne-Dorte Andersen                                                                                       | Natación      | 200 m estilos SM5 femenino         |
| Flemming Berthelsen                                                                                       | Natación      | 50 m libre B3 masculino            |
| Flemming Berthelsen                                                                                       | Natación      | 100 m braza B3 masculino           |
| Flemming Berthelsen                                                                                       | Natación      | 200 m braza B3 masculino           |
| Kasper Hansen                                                                                             | Natación      | 100 m espalda S8 masculino         |
| Ivan Nielsen                                                                                              | Natación      | 400 m libre B3 masculino           |
| John Petersson                                                                                            | Natación      | 150 m estilos SM4 masculino        |
| Kai Lundsteen                                                                                             | Tenis de mesa | Individual 6 masculino             |
| Frands Havaleschka Jes Jacob Christensen Torben Pehrsson                                                  | Tenis de mesa | Equipo 10 masculino                |
| Hanne Tved                                                                                                | Tiro con arco | Individual clase abierta femenino  |